# Схождение с горы Синай (фреска)
Схождение с горы Синай  (итал. Discesa dal monte Sinai) — фреска работы Козимо Росселли, написанная в период 1480—1482 гг. Расположена в Сикстинской капелле, Ватикан.

## История
27 октября 1480 года Росселли, вместе с другими флорентийскими художниками, в том числе Доменико Гирландайо, Сандро Боттичелли и ученик Росселли Пьеро ди Козимо, приехал в Рим, куда они были приглашены для участия в проекте по примирению между Лоренцо де Медичи, фактическим правителем Флорентийской республики и папой Сикстом IV. Весной 1481 года флорентийцы приступили к работе в Сикстинской капелле, вместе с Пьетро Перуджино, который начал работу ранее.
Темой росписи стала параллель между историями Моисея и Иисуса Христа, как символ преемственности между Ветхим и Новым заветом, а также преемственности между законом, данным Моисею и посланием Иисуса, который, в свою очередь, избрал Святого Петра (первого епископа Рима) своим преемником: это должно было послужить провозглашению законности наследников Святого Петра — римских пап.

## Описание
Фреска является частью цикла Истории Моисея, на ней запечатлены несколько фрагментов из его жизнеописания, расположена на южной стене капеллы, левой от алтаря. На фризе, увенчивающем фреску, есть надпись — PROMULGATIO · LEGIS · SCRIPTE · PER · MOISEM (обнародование Моисеем Закона).
В центре сверху изображён коленопреклонённый Моисей, получающий Скрижали Завета от Яхве, явившегося в светящемся облаке и окружённого ангелами. Рядом с Моисеем спящий Иисус Навин. На переднем плане слева Моисей приносит скрижали в лагерь евреев. В центре на заднем плане изображён алтарь с золотым тельцом, некоторые из евреев поклоняются ему (они показаны со спины, что обычно для отрицательных персонажей, как, например, Иуда Искариот в «Тайной вечере»). На переднем плане Моисей, придя в ярость, разбивает скрижали. На заднем плане справа Моисей, во главе левитов, наказывает идолопоклонников. Будущий преемник Моисея, Иисус Навин, изображён рядом, в сине-жёлтых одеждах. Левая сторона фрески отражает и второй эпизод получения вручения библейскому народу вторых скрижалей, которые стали объектом священного поклонения сначала в переносном храме, а затем в храме в Иерусалиме. Это показывает сияние у головы Моисея, появившееся после получения вторых скрижалей.